# ヨーロッパ列車フォーラム
ヨーロッパ列車フォーラム(Forum Train Europe)は、ヨーロッパの鉄道事業者が参加し、国際列車のダイヤグラムなど運行に必要な事柄を協議するための会議である。1872年に始まった国際時刻表会議（のちのヨーロッパ時刻表会議）を起源とし、1997年に発足した。本部はスイスのベルンに置かれている。

## 歴史
第一回の国際時刻表会議(ドイツ語: Internationale Fahrplankonferenz, フランス語: Conférence internationale des horaires)は1872年2月12日にドイツ帝国のケルンで開催された。この会議にはドイツのほかオーストリア＝ハンガリー帝国、ベルギー、フランス（東部鉄道のみ）、スイスから政府と鉄道運営組織の代表が集まった。このときの決定の一つが「午前中（0時から12時）の時刻はローマ数字で表記する」というものであった。
この時の会議はドイツ帝国によるヨーロッパの鉄道支配を目指す狙いがあり、フランスやイタリアなどは会議に消極的であった。
1874年の会議からは国際寝台車会社の列車ダイヤが議題に上るようになった。
また1874年以降は年2回の開催となり、それぞれ夏と冬のダイヤ改正について協議した。会場はヨーロッパ各都市の持ち回りであった。1897年にはヨーロッパ時刻表会議(独: Europäische Fahrplankonferenz, 仏: Conférence européenne des horaires)と改称された。
1914年から1919年までは第一次世界大戦のため会議は中断した。ただし1915年と1916年には一部の参加国のみによる会議が行なわれている。
1920年以降は会議は年1回の開催となった。1923年からはスイス国鉄が常任の事務局を務めることとなった。1924年からはヨーロッパ貨物列車時刻表会議(独: Europäische Güterzug-Fahrplankonferenz, 仏: conférence européenne des horaires des trains de marchandises)が旅客列車に冠する会議とは別に開催されるようになった。
1939年から1945年まで第二次世界大戦のため再び中断を余儀なくされた。ただし1940年と1945年には一部の参加国のみによる会議が行なわれている。
1967年以降はパリの国際鉄道連合本部とその他の都市で交互に開催されるようになった。
1997年にヨーロッパ時刻表会議とヨーロッパ貨物時刻表会議は再統合され、新組織「ヨーロッパ列車フォーラム」となった。これは欧州連合の指令に基づく鉄道の上下分離方式およびオープンアクセスの導入に対応したものである。

## 参加組織
2009年現在の参加組織は以下の通り。
| 国                       | 旅客事業体                                                                       | 貨物事業体                                                  |
| ------------------------ | -------------------------------------------------------------------------------- | ----------------------------------------------------------- |
| イギリス                 | ユーロスター                                                                     | EWS                                                         |
| イタリア                 | アルテシア Trenitalia Passeggeri ベニス・シンプロン・オリエント・エクスプレス    | NordCargo Railion Italia SBB Cargo Italia Trenitalia Cargo  |
| ウクライナ               | ウクライナ鉄道                                                                   |                                                             |
| オーストリア             | ÖBB旅客交通                                                                      | レールカーゴオーストリア                                    |
| オランダ                 | Euro-Express Treincharter NS Reizigers Stena Line TTC The Train Company          | Railion Nederland                                           |
| ギリシャ                 | OSE（旅客）                                                                      | OSE（貨物）                                                 |
| クロアチア               | クロアチア鉄道（旅客）                                                           | クロアチア鉄道（貨物）                                      |
| スイス                   | BLS（旅客） チザルピーノ Elvetino レーティッシュ鉄道 スイス連邦鉄道（旅客） TILO | BLS（貨物） ICF スイス連邦鉄道（貨物）                      |
| スウェーデン             | SJ                                                                               | Green Cargo                                                 |
| スペイン                 | エリプソス レンフェ（旅客）                                                      | レンフェ（貨物）                                            |
| スロバキア               | 鉄道企業体スロバキア ワゴン・スロバキア・コシツェ（寝台車・食堂車サービス）      | 鉄道企業体カーゴ・スロバキア ブラチスラヴァ地域鉄道線企業体 |
| スロベニア               | スロベニア鉄道（旅客）                                                           | スロベニア鉄道（貨物）                                      |
| セルビア                 | セルビア鉄道（旅客）                                                             | セルビア鉄道（貨物）                                        |
| チェコ                   | チェコ鉄道 JLV（食堂車サービス）                                                 | ČDカーゴ                                                    |
| デンマーク               | デンマーク国鉄                                                                   | Railion Denmark                                             |
| ドイツ                   | DB Fernverkehr Euro-Express GVG Optima Tours                                     | Railion Deutschland SBB Cargo Deutschland TX Logistik       |
| トルコ                   | トルコ国鉄（旅客）                                                               | トルコ国鉄                                                  |
| ノルウェー               | NSB                                                                              | Cargo Net                                                   |
| ハンガリー               | GySEV/ROeEE（旅客） MAV-Start                                                    | CER GySEV/ROeEE（貨物） MAV-Cargo                           |
| ベラルーシ               | BC                                                                               |                                                             |
| ベルギー                 | ベルギー国鉄 タリス                                                              | B-Cargo                                                     |
| フィンランド             | Tallink Silja Line VR                                                            |                                                             |
| フランス                 | アルテシア CWL リリア SNCF Voyageurs                                             | SNCF Fret                                                   |
| ブルガリア               | ブルガリア国鉄（旅客）                                                           | ブルガリア国鉄（貨物）                                      |
| ボスニア・ヘルツェゴビナ | ZFBH（旅客） ZRS（旅客）                                                         | ZFBH（貨物） ZRS（貨物）                                    |
| ポーランド               | PKP Intercity                                                                    | PKP Cargo                                                   |
| ポルトガル               | ポルトガル国鉄（旅客）                                                           | ポルトガル国鉄（貨物）                                      |
| マケドニア               | マケドニア鉄道（旅客）                                                           | マケドニア鉄道                                              |
| モナコ                   | Wasteels                                                                         |                                                             |
| モンテネグロ             | モンテネグロ鉄道（旅客）                                                         | モンテネグロ鉄道（貨物）                                    |
| ラトビア                 | LDZ                                                                              |                                                             |
| リトアニア               | リトアニア鉄道                                                                   |                                                             |
| ルクセンブルク           | CFL Voyageurs                                                                    | CFL Cargo                                                   |
| ルーマニア               | CFR Calatori CFR Gevaro                                                          | CFR Marfa Servtrans Invest                                  |
| ロシア                   | ロシア鉄道                                                                       |                                                             |